# Christopher Street (PATH)
Christopher Street is een station van het PATH-spoorwegnetwerk in New York. Het station ligt onder Christopher Street tussen de kruispunten met Greenwich Street en Hudson Street in de wijk Greenwich Village tussen Lower Manhattan en Midtown Manhattan en wordt bediend door de lijnen Journal Square-33rd Street en Hoboken-33rd Street op weekdagen en de lijn Journal Square-33rd Street (via Hoboken) in het weekend.
Het station heeft een eigen stationsgebouw in de straat, met een nog originele maar intussen wel gerestaureerde luifel verwijzend naar de nabijgelegen Hudson Tunnels, die zo'n 200 meter meer naar het westen onder de linkeroever van de Hudson duiken. De twee sporen zijn bereikbaar langs een eilandperron langs een aantal trappen. De gang met deze trappen werd in augustus 1986 beschilderd door Biff Elrod met een muurschildering "Ascent-Descent" (bestaande uit beelden van gebruikers van de PATH die de trappen beklimmen of afdalen). Het was oorspronkelijk bedoeld als een tijdelijke installatie, voorzien door het Public Art Fund, maar werd vervolgens aangekocht door de Port Authority of New York and New Jersey en blijvend getoond, met een restauratie in 1999. 
Er zijn geen metrostations in de directe omgeving van of verbonden met dit PATH station, enkel een station op enkele honderden meters afstand. Dicht bij het station ligt het gebouw op het kruispunt van Bedford en Grove Street, dat gekend werd door de buitenopnames gemaakt voor de sitcom Friends.

## Geschiedenis
Het station werd ingehuldigd als een station van de Hudson and Manhattan Railroad op 25 februari 1908. Via de vlakbij gelegen Uptown Hudson Tubes onder de Hudson bood het een verbinding met de New Yorkse voorsteden in New Jersey. 
Het station kende een zeer drukke toeloop tussen 2001 en 2003, tussen de vernietiging van het PATH station aan het World Trade Center en de heropening van een voorlopig nieuw PATH station op die site.  De gemiddelde passagiersaantallen waren in deze periode met meer dan 3 miljoen gebruikers per jaar het dubbele van wat voor en na deze periode normaal was in dit station.  Om die drukte de baas te kunnen werd het station afgesloten voor vertrekkende reizigers tijdens de ochtendpiek.

## Galerij

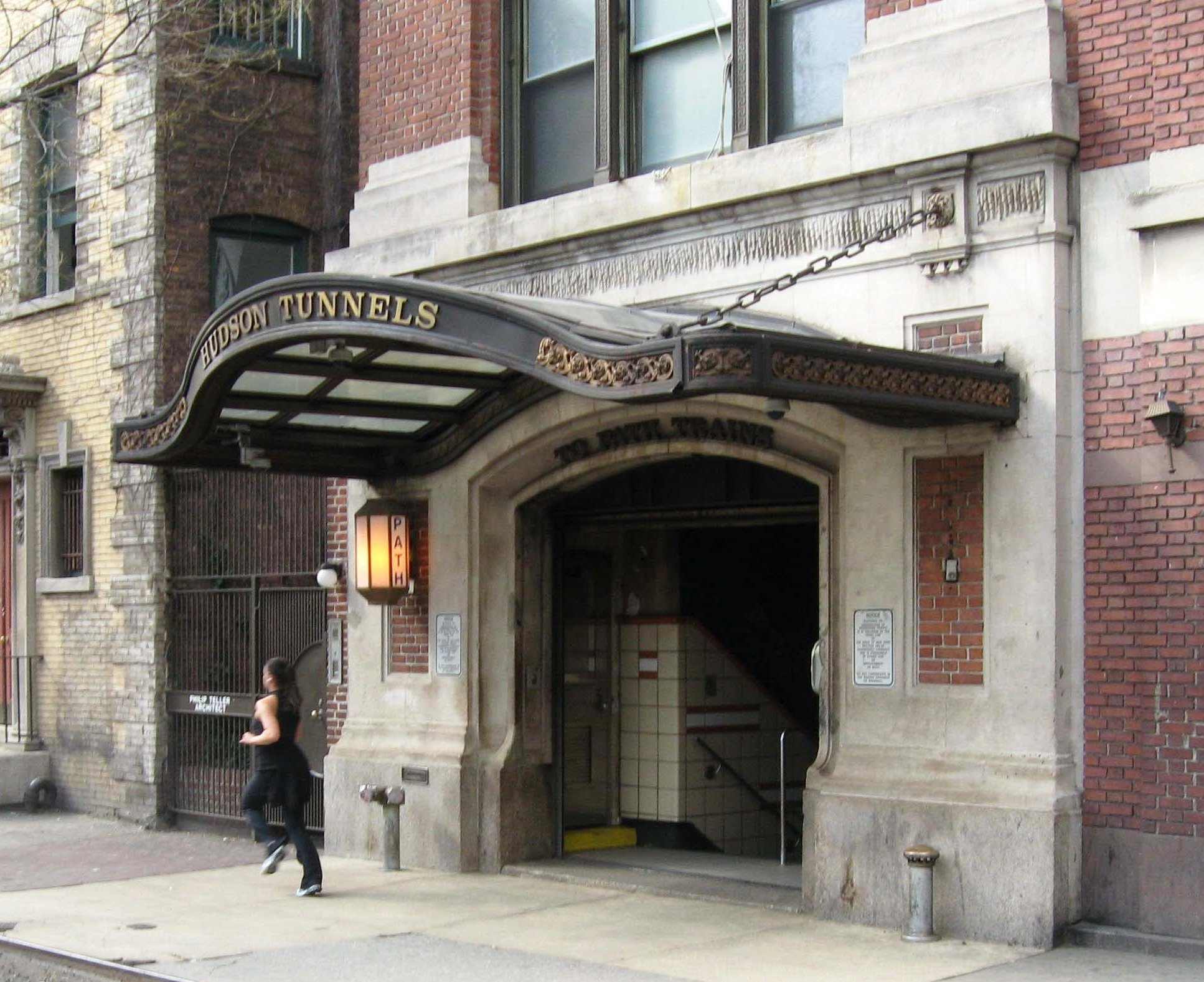
Straattoegang tot het station, met originele luifel
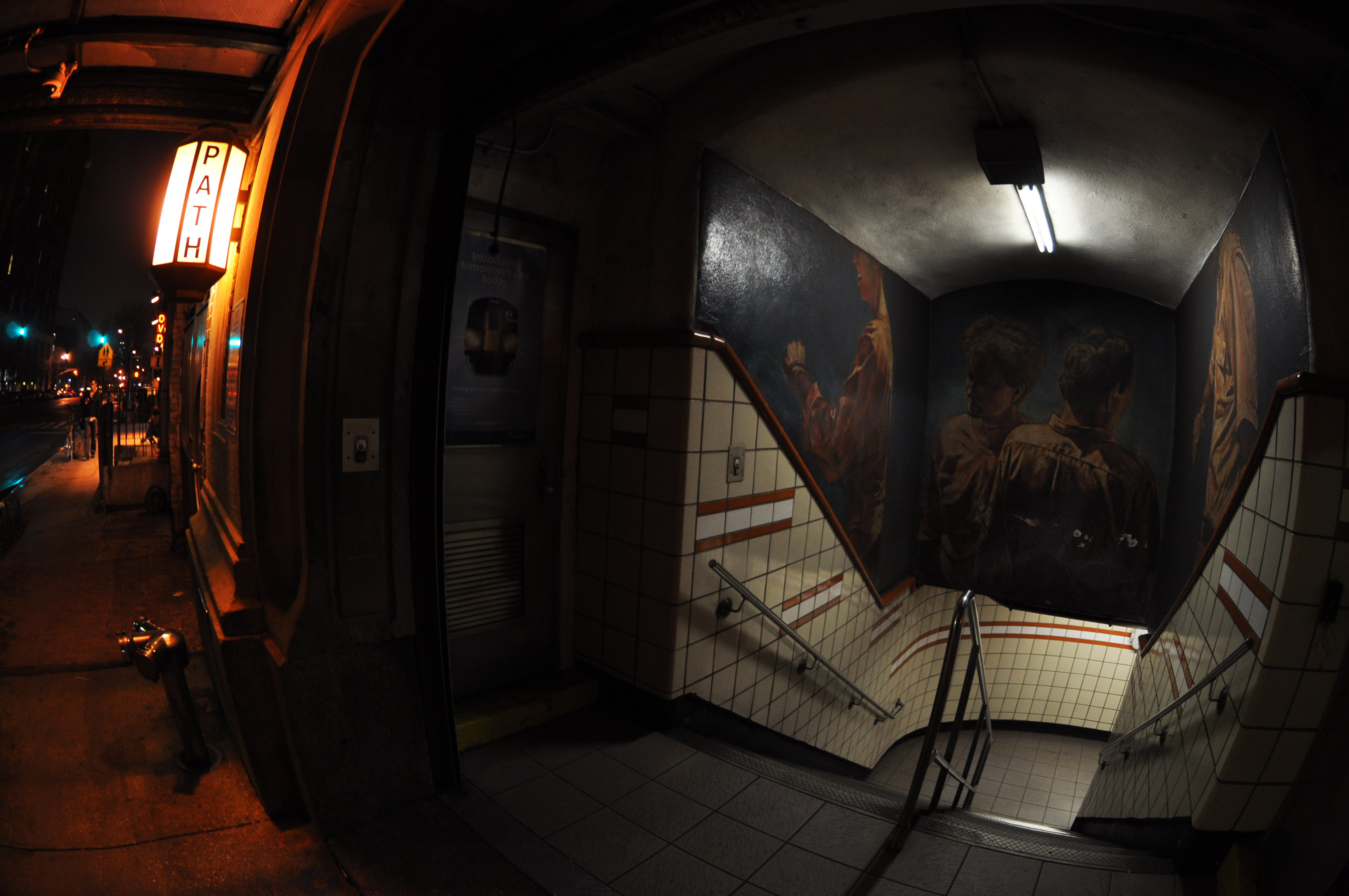
Zicht van op de straat in de trappenhal 's avonds
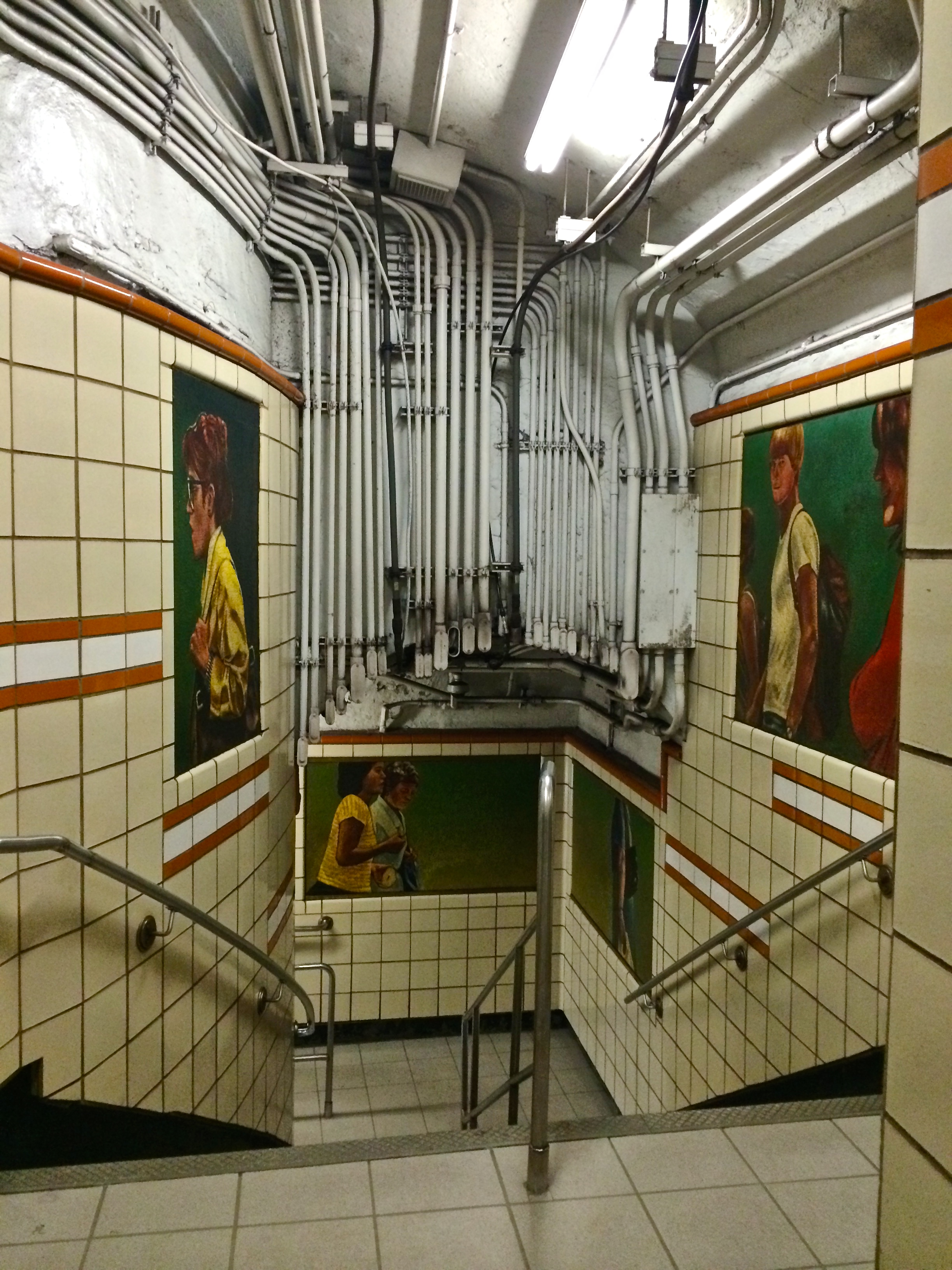
Trappen naar het eilandperron